# Greta oto
Greta oto – gatunek motyla z rodziny rusałkowatych i podrodziny Danainae. Jest znany ze swoich unikalnych przezroczystych skrzydeł, które pozwalają na kamuflaż bez rozległej pigmentacji. Nazywa się go potocznie Glass Wing Butterfly czyli motyl szklanoskrzydły. W regionach hiszpańskojęzycznych bywa również określany jako espejitos, („lustereczka”) ze względu na przezroczyste skrzydła. Motyl występuje głównie w Ameryce Centralnej i północnych regionach Ameryki Południowej, z wystąpieniami w Ameryce Północnej (na przykład w Meksyku i Teksasie). Spotyka się go również w Chile i Panamie. Podczas gdy jego skrzydła wydają się delikatne, motyl jest w stanie unieść do 40 razy większą od swojej masę. Oprócz wyjątkowej fizjologii skrzydeł motyl znany jest z zachowań takich jak długotrwałe migracje i tokowisko wśród samców. Greta oto bardzo przypomina gatunek Greta andromica.

## Zasięg geograficzny i siedlisko
Greta oto występuje najczęściej w Ameryce Środkowej i Południowej aż na południe od Chile, a na północy - aż do Meksyku i Teksasu. Ten motyl najlepiej funkcjonuje w tropikalnych warunkach lasów deszczowych w krajach Ameryki Środkowej i Południowej. 

## Cykl życia

### Jaja
Jaja są zwykle składane na roślinach z rodzaju mrzechlina Cestrum, należącego do rodziny psiankowatych. Rośliny te służą jako źródło pożywienia w późniejszych etapach życia. 

### Larwa
Gąsienice motyla mają zielone ciało z jaskrawymi fioletowymi i czerwonymi paskami. Można je znaleźć na roślinach żywicielskich z rodzaju Cestrum. Gąsienice mają kształt cylindryczny z wypustkami grzbietowymi, które są gładkie, ale z włóknami. Te właściwości sprawiają, że larwy potrafią odbijać światło, co zasadniczo powoduje, że są one niewidoczne dla drapieżników.  

### Poczwarka
Poczwarki mają srebrny kolor. Podczas etapu piątego stadium poczwarka wytwarza jedwabną podkładkę na dolnej powierzchni liści za pomocą czterech ruchów wirujących, i przyczepia się do niej. Włókna jedwabiu odgrywają ważną rolę w zapewnianiu większej elastyczności mocowania poczwarki. Dźwigacz, haczykowata struktura przypominająca szczecinę na poczwarce, przyczepia się do tej jedwabnej podkładki serią bocznych ruchów tylnej części podbrzusza. Błąd mocowania poczwarki występuje, gdy pęka jedwabna podkładka. Ponadto naukowcy odkryli, że wiązanie poczwarki ma wysoką wytrzymałość na rozciąganie i wytrzymałość, co zapobiega zerwaniu przez drapieżniki lub łamaniu się na wietrze, umożliwiając im bezpieczne kołysanie. 

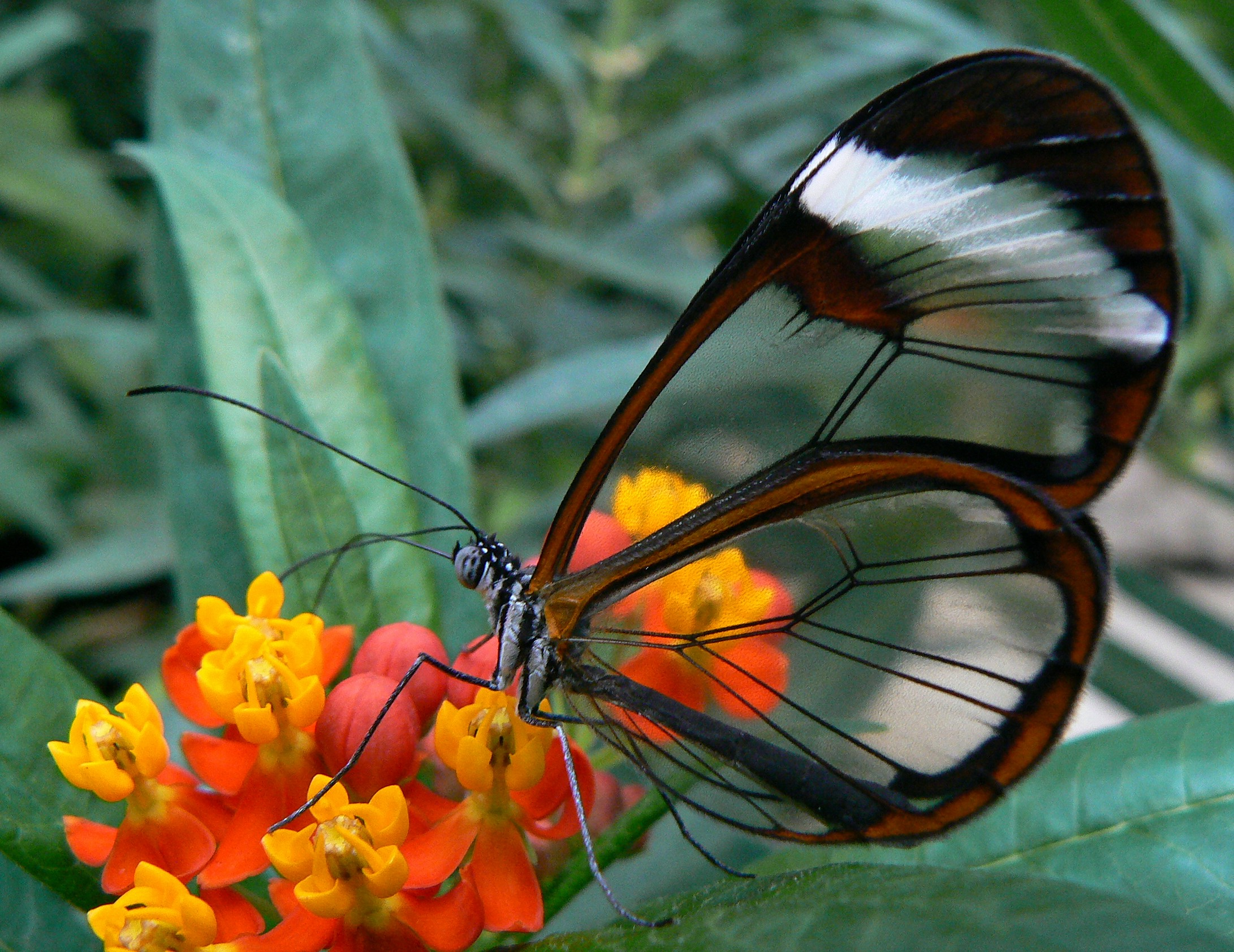
dorosły Greta oto

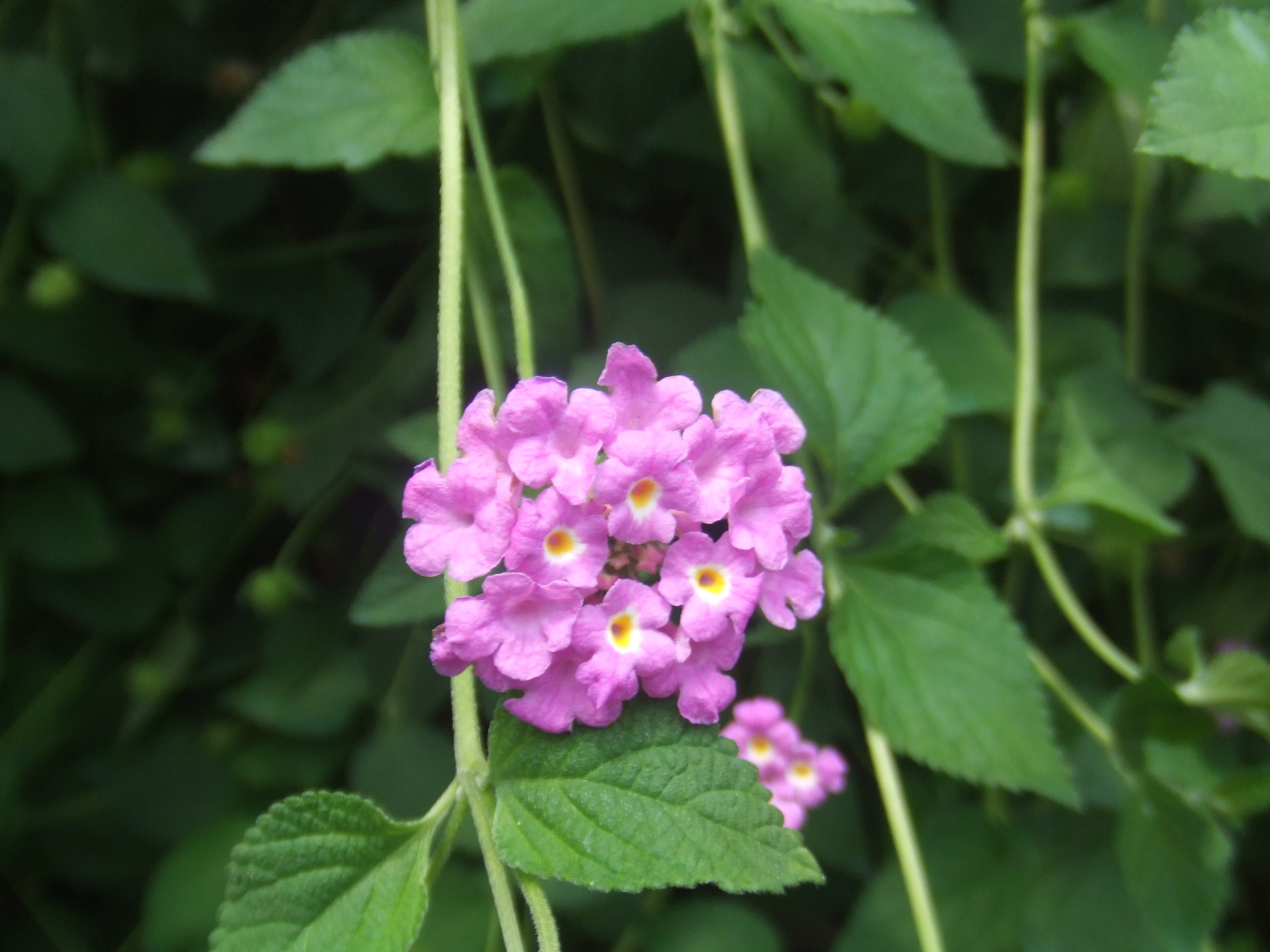
Nektar z kwiatów lantana jest źródłem pożywienia dla dorosłych Greta oto

### Dorosły
Dorosłego motyla Greta oto można rozpoznać po jego przezroczystych skrzydłach z nieprzezroczystymi, ciemnobrązowymi obwódkami zabarwionymi na czerwono lub pomarańczowo. Ich ciała mają ciemnobrązowy kolor. Motyle mają od 2,8 do 3 cm długości i rozpiętość skrzydeł od 5,6 do 6,1 cm.  

## Pożywienie

### Gąsienica
Rośliny z rodzaju Cestrum stanowią najlepsze źródło pożywienia dla gąsienicy; badania eksperymentalne wykazały, że kiedy larwy używają innych roślin żywicielskich, często umierają w stadium pierwszego stadium rozwojowego lub rozwijają się wolniej. Gąsienice żywią się tymi toksycznymi roślinami i być może są toksyczne dla drapieżników poprzez spożyte chemikalia przechowywane w ich tkankach. Przykładowo, wyciągi chemiczne z gąsienicy są niesmaczne dla mrówek Paraponera clavata. 

### Dorosły
Dorosły motyl żywi się głównie nektarem kwiatów z rodzaju Lantana, który obejmuje 150 gatunków wieloletnich roślin kwiatowych. Żywią się również na kwiatach z rodzin astrowatych i ogórecznikowatych oraz odchodach ptaków owadożernych. Dorosłe motyle są również toksyczne ze względu spożywanie nektaru zawierającego alkaloidy pirolizydynowe. 

## Migracja
Greta oto jest wędrowny i przemieszcza się do 19 km dziennie przy prędkościach do 13 km/h. Migruje w celu zmiany wysokości, a migracja ta powoduje różnice w gęstości populacji na różnych obszarach geograficznych. 

## Drapieżnictwo
Ptaki są powszechnymi drapieżnikami tego motyla. Greta oto unika drapieżników, spożywając toksyny wydzielane przez rośliny z rodzaju Cestrum i z rodziny astrowatych, zarówno w stadium gąsienicy, jak i motyla. Spożycie toksyn nadaje motylowi nieprzyjemny smak, który zniechęca drapieżników. 

### Zabarwienie ochronne
Motyl wykorzystuje także swoją przezroczystość, aby ukryć się przed drapieżnikami, kamuflując się w tle podczas lotu. Przezroczystość jest rzadką cechą wśród motyli, ponieważ częściej używają mimikry, aby unikać drapieżników. 

## Gody
Ten gatunek motyla łączy się poligynicznie, gdzie samce starają się uzyskać jedną lub więcej samic w jednym sezonie lęgowym. 

### Tokowanie
Aby przyciągnąć samice, samce motyli tworzą toki - duże spotkania, na których rywalizują o partnerkę. W tym celu gromadzą się w zacienionych obszarach lasu deszczowego. 

### Feromony
Samce Greta oto uwalniają feromony podczas tokowiska w celu przyciągnięcia samic. Wytworzone feromony pochodzą z alkaloidów pirolizydynowych, które motyle uzyskują dzięki spożywaniu roślin z rodziny Asteraceae. Alkaloidy są następnie przekształcane w feromony poprzez utworzenie pierścienia pirolu, a następnie odszczepienie od niego estru i utlenienie. Ponieważ proces, w którym feromon jest wytwarzany, jest nie tylko stosowany przez same motyle i ćmy, ale także pochodzi z roślin, jest mało prawdopodobne, aby feromon był używany do rozróżniania gatunków. 

## Fizjologia

### Skrzydła

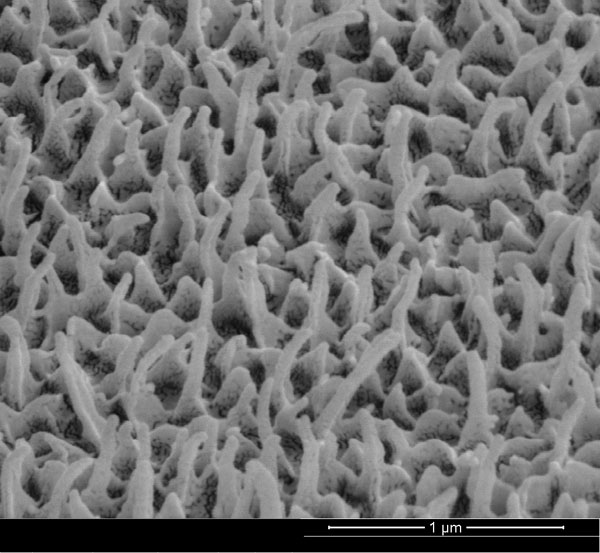
Nanostruktury na skrzydłach motyla

Przezroczystość skrzydeł Grety oto wynika z połączenia kilku właściwości: materiał skrzydła ma niską absorpcję światła widzialnego, występuje niewielkie rozproszenie światła przechodzącego przez skrzydła, a odbicie światła padającego na powierzchnię skrzydła jest niskie. Ta ostatnia występuje dla szerokiego zakresu długości fal padających, obejmując całe spektrum widzialne i wszystkie kąty padania. Ta szerokopasmowa i dookólna właściwość antyrefleksyjna pochodzi od nanostruktur (zwanych nanopillars) stojących na powierzchni skrzydła, co zapewnia gradient współczynnika załamania światła między ośrodkiem padającym, powietrzem i membraną skrzydła. Te struktury, nieregularnie rozmieszczone na powierzchni skrzydła, mają wysoki współczynnik kształtu (zdefiniowany jako wysokość podzielona przez promień), gdzie promienie są poniżej długości fali światła widzialnego. Ponadto mają losowy rozkład wysokości i szerokości, który jest bezpośrednio odpowiedzialny za gładki gradient współczynnika załamania światła, a tym samym za szerokopasmowe i dookólne właściwości przeciwodblaskowe. Te właściwości są dalej poprawiane dzięki obecności cokołów u podstawy nanostruktur. Dodatkowo, ich struktura pozwala skrzydłom mieć niski współczynnik chropowatości ze względu na ich małe, podobne do włosów włoski microtrichia. Testowano to eksperymentalnie poprzez przyczepność kropelek wody do skrzydeł.

## Ochrona
Motyl chroniony jest w następujących parkach narodowych Kostaryki: Park Narodowy Guanacaste, Park Narodowy Rincón de la Vieja, Rezerwat Monteverde, Park Narodowy Palo Verde, Park Narodowy Carara, Park Park Narodowy Volcán Poás, rezerwat i stacja biologiczna Selva, Park Narodowy Juan Castro Blanco, Park Narodowy Volcán Irazú, Park Narodowy Chirripó i Park Międzynarodowy La Amistad.